# 陳致佃
陳致佃（1994年12月15日—2018年9月29日），另有傳媒譯名陳志添，馬來西亞男子羽毛球運動員，前馬來西亞國家羽毛球隊隊員，後以自由人身分參加國際賽。2018年，在參加捷克羽毛球公開賽期間發生車禍，送醫後傷重不治。

## 生平
陳致佃2012年加入馬來西亞國家羽毛球隊。2014年12月，搭檔賴潔敏贏得孟加拉羽毛球國際挑戰賽混合雙打賽事冠軍。2015年8月，陳致佃參加印尼雅加達舉行的世界羽毛球錦標賽，與賴潔敏合作出戰混合雙打項目，首圈就以0比2（18-21、20-22）不敵法國的罗南·拉巴尔/埃米莉·拉菲尔出局。陳致佃從2015年底開始兼項男雙和混雙，與男雙搭檔陳偉源曾在2015年孟加拉羽毛球國際挑戰賽獲得最佳成績的亞軍，並在2016年代表馬來西亞參加亞洲羽毛球團體錦標賽男子團體比賽，混雙最佳則曾與鄒美君晉級2015年馬來西亞羽毛球國際挑戰賽四強。
陳致佃在2017年6月短暫退出國家隊後再度歸隊，但在2018年2月再次離去。2018年9月起，他與其女友、奧地利選手安東尼婭·邁因克合作參加波蘭羽毛球國際賽和捷克羽毛球公開賽，兩項賽事先後止步於八強及首輪。在捷克公開賽遭到淘汰後，陳致佃在當地發生車禍，送醫後傷重不治。同行的混雙搭檔安東尼婭·邁因克及另一名奧地利選手Jenny Ertl則是重傷送醫，安東尼婭最後於10月6日晚間宣告不治。

## 主要比賽成績
只列出曾進入準決賽的國際賽事成績：
| 年份   | 賽事                     | 公開賽級別 | 項目     | 拍檔   | 成績   |
| ------ | ------------------------ | ---------- | -------- | ------ | ------ |
| 2014年 | 新加坡羽毛球國際系列賽   | 國際系列賽 | 混合雙打 | 賴潔敏 | 準決賽 |
| 2014年 | 越南羽毛球國際系列賽     | 國際系列賽 | 混合雙打 | 賴潔敏 | 亞軍   |
| 2014年 | 馬來西亞羽毛球國際挑戰賽 | 國際挑戰賽 | 混合雙打 | 賴潔敏 | 準決賽 |
| 2014年 | 孟加拉羽毛球國際挑戰賽   | 國際挑戰賽 | 混合雙打 | 賴潔敏 | 冠軍   |
| 2015年 | 泰國羽毛球國際挑戰賽     | 國際挑戰賽 | 混合雙打 | 賴潔敏 | 亞軍   |
| 2015年 | 馬來西亞羽毛球國際挑戰賽 | 國際挑戰賽 | 混合雙打 | 鄒美君 | 準決賽 |
| 2015年 | 孟加拉羽毛球國際挑戰賽   | 國際挑戰賽 | 男子雙打 | 陈伟源 | 亞軍   |
| 2016年 | 奧爾良羽毛球國際挑戰賽   | 國際挑戰賽 | 男子雙打 | 陳偉源 | 準決賽 |
| 2017年 | 尼泊爾羽毛球國際系列賽   | 國際系列賽 | 男子雙打 | 黃建盛 | 亞軍   |

| 2007-2017年 | 首要超級賽 | 超級賽 | 黃金大獎賽 | 大獎賽 | 國際挑戰賽 | 國際系列賽 | 未來系列賽 | 其他 |

| 2018-2026年 | 總決賽 | 超級1000賽 | 超級750賽 | 超級500賽 | 超級300賽 | 超級100賽 | 國際挑戰賽 | 國際系列賽 | 未來系列賽 | 其他 |

### 奧運會和世錦賽參賽紀錄
|          | 搭檔   | 2015 |
| -------- | ------ | ---- |
| 混合雙打 | 賴潔敏 | 48強 |